# Bergrothomyia tregellasi
Bergrothomyia tregellasi is een tweevleugelige uit de familie steltmuggen (Limoniidae). De soort komt voor in het Australaziatisch gebied.